# Parastivalius gracilentus
Parastivalius gracilentus är en loppart som först beskrevs av Jordan 1933.  Parastivalius gracilentus ingår i släktet Parastivalius och familjen Stivaliidae. Inga underarter finns listade i Catalogue of Life.